# 2-я горнопехотная дивизия (вермахт)
2-я горнопехотная дивизия (нем. 2. Gebirgs-Division) — тактическое соединение сухопутных войск нацистской Германии. Дивизия создана в апреле 1938 года, из 6-й дивизии австрийской армии.

## Боевой путь дивизии
В сентябре 1939 года дивизия участвовала в Польской кампании (наступала из Словакии в направлении на Львов).
В 1940 году участвовала в Норвежской кампании, в том числе в боях за Нарвик. В июне 1940 году сражалась под Нарвиком (в составе 136-й и 137-й горнопехотные полки), входила в состав 19-го горного корпуса «Норвегия» 20-й горной армии.
С 22 июня 1941 — наступала на Мурманск. В ноябре 1941 отведена на отдых и пополнение в Норвегию.
В 1942—1944 подразделения дивизии перекрывали направления на Луостари и Петсамо. В октябре 1944 года дивизия была окружена и частично уничтожена. Остатки передислоцированы в Данию, переформированы, принимали участие в феврале 1945 года в боях под Вюртембергом.
С февраля 1945 — на Западном фронте (на западной границе Германии). К концу войны остатки дивизии отступили в западную Австрию. Сдались американцам.

## Состав дивизии

### 1939 год
- 136-й горнопехотный полк (Gebirgsjäger-Regiment 136)
- 137-й горнопехотный полк (Gebirgsjäger-Regiment 137)
- 140-й горнопехотный полк
- 111-й горный артиллерийский полк (Gebirgs-Artillerie-Regiment 111)
- 47-й горный дивизион ПТО (Gebirgs-Panzerabwehr-Abteilung 47)
- 11-й разведывательный батальон
- 82-й горный сапёрный батальон (Gebirgs-Pionier-Bataillon 82)
- 67-й горный батальон связи
- 67-я горная вьючная рота

### 1944 год
- 136-й горнопехотный полк
- 137-й горнопехотный полк
- 140-й горнопехотный полк
- 111-й горный артиллерийский полк
- 67-й разведывательный батальон
- 55-й горный противотанковый дивизион (Gebirgs-Panzerjäger-Abteilung 55)
- 82-й горный сапёрный батальон
- 67-й горный батальон связи

## Командиры дивизии
- с 1 апреля 1938 — генерал-лейтенант Валентин Фойрштайн
- с 4 марта 1941 — генерал-лейтенант Эрнст Шлеммер
- с 2 марта 1942 — генерал-лейтенант Георг Риттер фон Хенгль
- с 1 ноября 1943 — генерал-лейтенант Ханс Деген
- с 9 февраля 1945 — генерал-лейтенант Виллибальд Уц

## Награждённые Рыцарским крестом Железного креста
- Аугуст Зорко, 20.06.1940 — оберстлейтенант, командир 2-го батальона 137-го горнопехотного полка
- Георг Риттер фон Хенгль, 25.08.1941 — оберстлейтенант, командир 137-го горнопехотного полка
- Клаус Дювелль, 19.11.1941 — обер-лейтенант, командир 12-й роты 137-го горнопехотного полка
- Адам Эбнер, 19.11.1941 — обер-фельдфебель, командир взвода 3-й роты 137-го горнопехотного полка
- Отто Штампфер, 23.07.1942 — капитан, командир 3-го батальона 136-го горнопехотного полка
- Эрнст граф Штрахвиц фон Гросс-Цаухе унд Камминец, 26.11.1944 — капитан, командир 2-го батальона 137-го горнопехотного полка
- Ганс Деген, 11.03.1945 — генерал-лейтенант, командир 2-й горнострелковой дивизии